# Pod osłoną nocy (serial telewizyjny)
Pod osłoną nocy (ang. Moonlight) – amerykański serial telewizyjny, emitowany przez amerykańską stacje telewizyjną CBS.

## Fabuła
Przed 55 laty Mick St. John stał się wampirem po ukąszeniu w noc poślubną przez swoją świeżo upieczoną żonę, Coraline. Mimo upływu czasu wciąż wygląda młodo i tryska zdrowiem, choć stuknęła mu już dziewięćdziesiątka.  Mick różni się od swoich pobratymców - wampirów z kłami tym, że ma wyjątkowo dobre serce: nie poluje na kobiety, dzieci ani inne niewinne istoty, nie zabija dla świeżej krwi. W zamian zadowala się jej skondensowaną formą. Taka krew nie grzeszy wprawdzie świeżością, ale przynajmniej zapewnia Mickowi czyste sumienie. Przechowuje ją w zamrażalniku i w razie potrzeby podaje ją sobie do żyły strzykawką.
Ten czarujący wampir w skórze detektywa pędzi niełatwy żywot, targają nim bowiem sercowe rozterki. Nie może się oprzeć urokowi zwykłej śmiertelniczki, reporterki Beth Turner. Broni się jednak przed tą zakazaną miłością, zdając sobie sprawę, że nie ma ona żadnej przyszłości, a swojej ukochanej nigdy nie zapewniłby normalnego życia.
Beth i Mick spotykają się przypadkowo na miejscu brutalnej zbrodni. On prowadzi śledztwo w sprawie kolejnej tajemniczej śmierci młodej dziewczyny, dziennikarka szuka z kolei sensacyjnego tematu. Kiedy stają oko w oko, w Micku ożywają wspomnienia. 22 lata temu, w 1985 roku w Los Angeles, zgłosił się jako detektyw pod wskazany adres. Zrozpaczona matka poszukiwała swojej córki, którą uprowadził nieznany sprawca. Od dwóch dni jej los był nieznany, a bezsilna policja nie mogła trafić na trop porywacza. Mick odnalazł wówczas zaginioną dziewczynkę. Jak się okazuje, tym dzieckiem była Beth.
Po blisko 60 latach tułaczki Mick wciąż nie znajduje spokoju na ziemi. Teraz tłumi narastające uczucie do Beth, a jednocześnie musi znaleźć sposób na wyrównanie rachunków z Coraline, a także podjąć walkę z innymi wampirami z Los Angeles. Tymczasem, w miarę rozwoju śledztwa w sprawie niewyjaśnionych brutalnych mordów, drogi Micka i Beth cały czas się krzyżują.

## Obsada
- Alex O’Loughlin – Mick St. John
- Sophia Myles – Beth Turner
- Bryn Early, Amayla Early – Beth Turner (mała)
- Jason Dohring – Josef Kostan
- Shannyn Sossamon – Coraline
- Brian White – Porucznik Carl Davis
- Vincent De Paul – Asystent Josefa
- Holly Valance – Lola
- Eduardo Ortiz – David
- David Blue – Logan Griffen
- Tami Roman – Maureen 'Mo' Williams
- Jaysea Gari – Tesa

W rolach epizodycznych pojawili się m.in.: Abigail Spencer, Bitsie Tulloch, Dean O’Gorman, Eric Winter, Sarah Foret.

## Lista odcinków
Serial w USA emitowany od 28 września 2007 roku. W Polsce emitowany od 1 czerwca 2008 roku przez AXN, a od stycznia 2009 przez TVP1.
| 1 | No Such Thing as Vampires | Rod Holcomb     | Trevor Munsonm Ron Koslow        | 28 września 2007     | 4 czerwca 2008 (AXN) 2 stycznia 2009 (TVP1)    |
| W mieście dochodzi do serii morderstw, których sprawcą może być wampir. Mick odnawia znajomość z Beth, którą kiedyś uratował. |                           |                 |                                  |                      |                                                |
| 2 | Out of the Past           | Fred Toye       | David Greenwalt                  | 5 października 2007  | 8 czerwca 2008 (AXN) 9 stycznia 2009 (TVP1)    |
| 25 lat temu Mick zaatakował mordercę. Mężczyzna został aresztowany, zanim go zabił. Mick musi powstrzymać mężczyznę, by nie wyjawił jego tajemnicy Beth.                                                                                    |                           |                 |                                  |                      |                                                |
| 3 | Dr. Feelgood              | Scott Lautanen  | Gabrielle Stanton Harry Werksman | 12 października 2007 | 15 czerwca 2008 (AXN) 16 stycznia 2009 (TVP1)  |
| Mick musi powstrzymać niedawno przemienionego wampira. Beth próbuje pogodzić się z nowymi rewelacjami na temat Micka. |                           |                 |                                  |                      |                                                |
| 4 | Fever                     | Fred Toye       | Jill Blotevogel                  | 19 października 2007 | 22 czerwca 2008 (AXN) 23 stycznia 2009 (TVP1)  |
| Mick zostaje ranny podczas poszukiwań młodej kobiety na pustyni. Słońce osłabia jego wampirze zdolności. Beth zostaje zmuszona ratować mu życie.                                                                                            |                           |                 |                                  |                      |                                                |
| 5 | Arrested Development      | Michael Fields  | Chip Johannessen                 | 26 października 2007 | 29 czerwca 2008 (AXN) 30 stycznia 2009 (TVP1)  |
| Mick ściga nastoletniego wampira, którego ofiarami są młode kobiety poznawane przez internet. |                           |                 |                                  |                      |                                                |
| 6 | B.C.                      | Paul Holahan    | Erin Maher Kathryn Reindl        | 2 listopada 2007     | 6 lipca 2008 (AXN) 6 lutego 2009 (TVP1)        |
| Mick poszukuje wampirzycy Loli, znajomej Josefa, która żeruje na własnym gatunku. Beth prowadzi śledztwo w sprawie śmierci modelki. Okazuje się, że obie sprawy mogą być ze sobą powiązane.                                                 |                           |                 |                                  |                      |                                                |
| 7 | The Ringer                | Chris Fisher    | Josh Pate                        | 9 listopada 2007     | 13 lipca 2008 (AXN) 13 lutego 2009 (TVP1)      |
| Mick spotyka Morgan – kobietę, która wygląda jak Coraline, ale jest człowiekiem. |                           |                 |                                  |                      |                                                |
| 8 | 12:04 AM                  | Dennis Smith    | Jill Blotevogel                  | 16 listopada 2007    | 20 lipca 2008 (AXN) 20 lutego 2009 (TVP1)      |
| Mick z Beth poszukują mordercy który przed karą śmierci został przemieniony w wampira. Beth odkrywa, że Mick uratował ją, gdy była mała. |                           |                 |                                  |                      |                                                |
| 9 | Fleur de Lis              | James Whitmore  | Gabrielle Stanton Harry Werksman | 23 listopada 2007    | 27 lipca 2008 (AXN) 27 lutego 2009 (TVP1)      |
| Beth jest zazdrosna o Morgan, z którą pracuje Mick. Odkrywa, że Morgan to Coraline. Gdy zastaje ją u Micka, myśląc, że ona wciąż jest wampirem, przebija ją kołkiem.                                                                        |                           |                 |                                  |                      |                                                |
| 10 | Sleeping Beauty           | John Kretchmer  | Trevor Munson Ron Koslow         | 14 grudnia 2007      | 3 sierpnia 2008 (AXN) 6 marca 2009 (TVP1)      |
| John Whitley wynajmuje mordercę aby spalił Josefa. Jednak ten ucieka. Okazuje się, że Josef był związany z jego córką, która podczas przemiany zapadła w śpiączkę. Coraline ucieka ze szpitala.                                             |                           |                 |                                  |                      |                                                |
| 11 | Love Lasts Forever        | Paul Holahan    | Josh Pate                        | 11 stycznia 2008     | 10 sierpnia 2008 (AXN) 13 marca 2009 (TVP1)    |
| Josh zostaje postrzelony. Mick robi wszystko aby go uratować. Wie, że Josh może umrzeć przed przyjazdem karetki. Beth prosi Micka by go przemienił. Mick nie spełnia prośby i Josh umiera.                                                  |                           |                 |                                  |                      |                                                |
| 12 | The Mortal Cure           | Eric Laneuville | Chip Johannessen                 | 18 stycznia 2008     | 17 sierpnia 2008 (AXN) 20 marca 2009 (TVP1)    |
| Beth obwinia Micka o śmierć Josha. Dowiaduje się, że miał się jej oświadczyć. Coraline daje Mickowi lekarstwo na wampiryzm. Mick staje się człowiekiem. Coraline poświęca się i daje się schwytać groźnym wampirom w zamian za życie Micka. |                           |                 |                                  |                      |                                                |
| 13 | Fated To Pretend          | David Barrett   | Gabrielle Stanton Harry Werksman | 25 kwietnia 2008     | 24 sierpnia 2008 (AXN) 27 marca 2009 (TVP1)    |
| Maureen zostaje zabita. Mick i Beth umawiają się na randkę. Niestety przed nią Beth zostaje porwana przez wampiry. Josef przemienia Micka i ruszają ją odbić.                                                                               |                           |                 |                                  |                      |                                                |
| 14 | Click                     | Scott Lautanen  | Erin Maher Kathryn Reindl        | 2 maja 2008          | 31 sierpnia 2008 (AXN) 3 kwietnia 2009 (TVP1)  |
| Mick ochrania znaną gwiazdę. Niestety na przyjęciu zostaje ona zamordowana. Jeden z paparazzi jest bliski odkrycia, kim jest Mick. Szantażuje tym Beth, która prosi Josefa, by pozbył się problemu, a sama rezygnuje z pracy.               |                           |                 |                                  |                      |                                                |
| 15 | What's Left Behind        | Chris Fisher    | Jill Blotevogel                  | 9 maja 2008          | 7 września 2008 (AXN) 17 kwietnia 2009 (TVP1)  |
| Zostaje porwany mały chłopiec. Mick odkrywa, że może to być jego wnuk. Robi testy DNA, lecz wyniki wskazują na to, że się mylił. |                           |                 |                                  |                      |                                                |
| 16 | Sonata                    | Fred Toye       | Ethan Erwin                      | 16 maja 2008         | 14 września 2008 (AXN) 24 kwietnia 2009 (TVP1) |
| Istnienie wampirów może zostać ujawnione przez aresztowaną wampirzycę, dlatego pozostali muszą ją odbić z więzienia. Mick wyznaje Beth, że ją kocha.                                                                                        |                           |                 |                                  |                      |                                                |